# Betty Boop with Henry, the Funniest Living American
Betty Boop with Henry, the Funniest Living American es un corto de animación estadounidense de 1935, de la serie de Betty Boop. Fue producido por los estudios Fleischer y distribuido por Paramount Pictures. En él aparecen Betty Boop y Henry, personaje de tira cómica.

## Argumento
Henry quiere comprar un perro que ve en el escaparate de la tienda de animales de Betty Boop, pero con el escaso dinero que tiene no le llega. Betty le propone quedarse al cuidado de la tienda mientras ella se ausenta, y así ganarse el dinero que le falta. Pero las cosas no son tan fáciles para Henry como podría creerse.

## Producción
Betty Boop with Henry, the Funniest Living American es la cuadragésima sexta entrega de la serie de Betty Boop y fue estrenada el 22 de noviembre de 1935.
Henry es un personaje creado por Carl Anderson. En 1932 apareció por primera vez en la prensa, siendo publicada su tira hasta la muerte del autor. Es esta su única aparición animada. 